# Kanton Château-Chinon
Der Kanton Château-Chinon ist ein französischer Wahlkreis in den Arrondissements Château-Chinon (Ville) und Clamecy, im Département Nièvre und in der Region Bourgogne-Franche-Comté; sein Hauptort ist Château-Chinon (Ville).

## Geschichte
Der Kanton entstand bei der Neueinteilung der französischen Kantone im Jahr 2015. Seine Gemeinden kommen aus den ehemaligen Kantonen Château-Chinon (Ville) (alle 15 Gemeinden), Châtillon-en-Bazois (13 der 15 Gemeinden), Montsauche-les-Settons (alle 10 Gemeinden), Moulins-Engilbert (Onlay)  und Saint-Saulge (Montapas).

## Lage
Der Kanton liegt im Département Nièvre an dessen Ostgrenze.

## Gemeinden
Der Kanton besteht aus 40 Gemeinden mit insgesamt 12.117 Einwohnern (Stand: 1. Januar 2022) auf einer Gesamtfläche von 1.028,94 km²:
| Gemeinde                  | Einwohner 1. Januar 2022 | Fläche km² | Dichte Einw./km² | Code INSEE | Postleitzahl | Arrondissement         |
| ------------------------- | ------------------------ | ---------- | ---------------- | ---------- | ------------ | ---------------------- |
| Achun                     | 160                      | 24,51      | 7                | 58001      | 58110        | Château-Chinon (Ville) |
| Alligny-en-Morvan         | 603                      | 48,85      | 12               | 58003      | 58230        | Château-Chinon (Ville) |
| Alluy                     | 368                      | 27,44      | 13               | 58004      | 58110        | Château-Chinon (Ville) |
| Arleuf                    | 641                      | 59,77      | 11               | 58010      | 58430        | Château-Chinon (Ville) |
| Aunay-en-Bazois           | 228                      | 45,16      | 5                | 58017      | 58110        | Château-Chinon (Ville) |
| Biches                    | 254                      | 24,55      | 10               | 58030      | 58110        | Château-Chinon (Ville) |
| Blismes                   | 187                      | 26,89      | 7                | 58034      | 58120        | Château-Chinon (Ville) |
| Brinay                    | 145                      | 15,90      | 9                | 58040      | 58110        | Château-Chinon (Ville) |
| Château-Chinon (Campagne) | 555                      | 28,39      | 20               | 58063      | 58120        | Château-Chinon (Ville) |
| Château-Chinon (Ville)    | 1.857                    | 4,28       | 434              | 58062      | 58120        | Château-Chinon (Ville) |
| Châtillon-en-Bazois       | 835                      | 19,26      | 43               | 58065      | 58110        | Château-Chinon (Ville) |
| Châtin                    | 83                       | 12,99      | 6                | 58066      | 58120        | Château-Chinon (Ville) |
| Chaumard                  | 196                      | 16,15      | 12               | 58068      | 58120        | Château-Chinon (Ville) |
| Chougny                   | 84                       | 14,87      | 6                | 58076      | 58110        | Château-Chinon (Ville) |
| Corancy                   | 281                      | 30,15      | 9                | 58082      | 58120        | Château-Chinon (Ville) |
| Dommartin                 | 156                      | 13,46      | 12               | 58099      | 58120        | Château-Chinon (Ville) |
| Dun-sur-Grandry           | 148                      | 11,91      | 12               | 58107      | 58110        | Château-Chinon (Ville) |
| Fâchin                    | 105                      | 13,88      | 8                | 58111      | 58430        | Château-Chinon (Ville) |
| Gien-sur-Cure             | 90                       | 11,04      | 8                | 58125      | 58230        | Château-Chinon (Ville) |
| Glux-en-Glenne            | 87                       | 22,06      | 4                | 58128      | 58370        | Château-Chinon (Ville) |
| Gouloux                   | 161                      | 21,94      | 7                | 58129      | 58230        | Château-Chinon (Ville) |
| Lavault-de-Frétoy         | 69                       | 15,27      | 5                | 58141      | 58230        | Château-Chinon (Ville) |
| Limanton                  | 241                      | 46,93      | 5                | 58142      | 58290        | Château-Chinon (Ville) |
| Montapas                  | 275                      | 23,48      | 12               | 58171      | 58110        | Château-Chinon (Ville) |
| Mont-et-Marré             | 152                      | 18,00      | 8                | 58175      | 58110        | Château-Chinon (Ville) |
| Montigny-en-Morvan        | 297                      | 20,09      | 15               | 58177      | 58120        | Château-Chinon (Ville) |
| Montreuillon              | 248                      | 35,55      | 7                | 58179      | 58800        | Clamecy                |
| Montsauche-les-Settons    | 497                      | 44,30      | 11               | 58180      | 58230        | Château-Chinon (Ville) |
| Moux-en-Morvan            | 534                      | 42,51      | 13               | 58185      | 58230        | Château-Chinon (Ville) |
| Onlay                     | 162                      | 19,54      | 8                | 58199      | 58370        | Château-Chinon (Ville) |
| Ougny                     | 27                       | 8,17       | 3                | 58202      | 58110        | Château-Chinon (Ville) |
| Ouroux-en-Morvan          | 596                      | 60,56      | 10               | 58205      | 58230        | Château-Chinon (Ville) |
| Planchez                  | 308                      | 43,65      | 7                | 58210      | 58230        | Château-Chinon (Ville) |
| Saint-Agnan-en-Morvan     | 139                      | 23,87      | 6                | 58226      | 58230        | Château-Chinon (Ville) |
| Saint-Brisson             | 252                      | 29,82      | 8                | 58235      | 58230        | Château-Chinon (Ville) |
| Saint-Hilaire-en-Morvan   | 219                      | 21,30      | 10               | 58244      | 58120        | Château-Chinon (Ville) |
| Saint-Léger-de-Fougeret   | 348                      | 32,19      | 11               | 58249      | 58120        | Château-Chinon (Ville) |
| Saint-Péreuse             | 202                      | 16,45      | 12               | 58262      | 58110        | Château-Chinon (Ville) |
| Tamnay-en-Bazois          | 166                      | 10,53      | 16               | 58285      | 58110        | Château-Chinon (Ville) |
| Tintury                   | 161                      | 23,28      | 7                | 58292      | 58110        | Château-Chinon (Ville) |
| Kanton Château-Chinon     | 12.117                   | 1.028,94   | 12               | 5802       | –            | –                      |

## Politik
Im 1. Wahlgang am 22. März 2015 erreichte keines der vier Kandidatenpaare die absolute Mehrheit. Bei der Stichwahl am 29. März 2015 gewann das Gespann Michèle Dardant/Patrice Joly (beide PS) gegen Harold Blanot/Isabelle Paques (beide FN) mit einem Stimmenanteil von 58,88 % (Wahlbeteiligung:59,68 %).
| Vertreter im Departementrat des Départements | Vertreter im Departementrat des Départements | Vertreter im Departementrat des Départements |
| Amtszeit                                     | Name                                         | Partei                                       |
| -------------------------------------------- | -------------------------------------------- | -------------------------------------------- |
| 2015–                                        | Michèle Dardant Patrice Joly                 | PS                                           |